# Amauri Carvalho de Oliveira
Amauri Carvalho de Oliveira (Carapicuíba, 1980. június 3. –) brazil labdarúgó, 2016 óta az amerikai Fort Lauderdale Strikers Football Club csatára.

## Pályafutása

### Klubcsapatban
Kezdetben a Viareggio tornán játszott brazil klubcsapatokban, és sok olasz klubcsapatnak felkeltette az érdeklődését, ám ő mégis Svájcba igazolt. Két évig az AC Bellinzona csapatában játszott, majd  2001-ben a Parma leigazolta és egyben kölcsönadta a Napoli csapatának, ahol egy szezont játszott végig.
Ezt követően a Piacenza valamint a Messina színeiben is megfordult, mindkét csapatnál 1-1 évet játszott. 2003-ban a Chievo megvásárolta és egészen 2006-ig maradt Veronában.

#### Palermo
2006. augusztus 31-én a Palermo 8 millió euró fejében szerződtette le Amaurit. Ez volt a nyári átigazolási időszak utolsó napja.
Új klubjánál hamar kedvenc lett, mivel a BL-selejtezőjében 2 gólt is szerzett a Levszki Szófia ellen. A jó debütálás után sem állt le a gólszerzéssel, ugyanis 2006 decemberéig 18 bajnokin 8 gólt szerzett. Ekkor egy súlyos térdsérülést szenvedett, ami azt jelentette, hogy a szezon hátralevő részében már nem léphetett pályára.

#### Juventus
2008. május 30-án 15,3 millió euróért (valamint Antonio Nocerino teljes- és Davide Lanzafame részbeni játékjogáért) a Juventus leigazolta a brazil csatárt. Már az előszezonban remekül teljesített. A harmadosztályú AC Mezzocorona elleni 7–1-es mérkőzésen öt gólt is szerzett. Szintén még a bajnokság kezdete előtt, a TIM kupában valamint az Emirates kupában is gólt szerzett. A szezon elején sokszor kapott lehetőséget, kiszorítva az addig alapembert David Trézéguet. Utána már kevés lehetőséget kapott, nagyrészt csereként állt be 2011 tavaszára ezért kölcsönbe az FC Parma csapatához került. 2011 decemberében pedig szerződést bontott a zebrákkal.

### FC Parma
2011 tavaszára kölcsönadta az élvonal kiscsapatának Amaurit a Juve, itt jól tudott játszani, 11 meccsen 7 gólt szerzett.

### Fiorentina
2012 januárjában szabadúszóként ingyen juthatott hozzá a firenzei csapat. 13 bajnoki meccsen 1 gólt szerzett, ezt követően pedig eladták korábbi kölcsöncsapatának, a Parmának

## Ismét a Parmában
2012 júliusában érkezett végleg, szerződése 2014-ig él.

### Válogatottban
Amaurit a brazil labdarúgó-válogatottba nem hívták be, így úgy döntött, hogy mivel 5 éve már Olaszországban él megszerzi az ottani állampolgárságot, így hivatalosan az olasz labdarúgó-válogatottban is szerepelhet.
2009. január 31-én Dunga be akarta őt hívni a válogatottba, ám a Juventus nem engedte. Nem hivatalos információk szerint Amauri kijelentette, hogy ő az olasz válogatottban akar játszani.

## Statisztika
Frissítve 2008. augusztus 27.
| Szezon           | Bajnokság                    | Csapat     | Mérkőzés | Gól | Gólpassz |   |
| ---------------- | ---------------------------- | ---------- | -------- | --- | -------- | - |
| 2000-01          | Svájci Feljutó/Kieső csoport | Bellinzona | 5        | 1   | 0        |   |
| 2001             | Olasz Serie A                | Napoli     | 6        | 1   | 0        |   |
| 2001/02          | Olasz Serie A                | Piacenza   | 7        | 0   | 0        |   |
| 2002/03          | Olasz Serie A                | Messina    | 23       | 4   | 0        |   |
| 2003/04          | Olasz Serie A                | Chievo     | 29       | 4   | 0        |   |
| 2004/05          | Olasz Serie A                | Chievo     | 23       | 2   | 0        |   |
| 2005/06          | Olasz Serie A                | Chievo     | 37       | 11  | 0        |   |
| 2006/07          | Olasz Serie A                | Palermo    | 21       | 10  | 0        |   |
| 2007/08          | Olasz Serie A                | Palermo    | 34       | 15  | 4        |   |
| 2008/09          | Olasz Serie A                | Juventus   | 71       | 17  | 1        |   |
| Olasz válogatott | 1                            | 0          | Összesen | 206 | 57       | 5 |